# Molen van Nijs
De Molen van Nijs (ook wel De Nijverheid genoemd) is een korenmolen aan de Veldstraat 54 in Stramproy (gemeente Weert). Het is een ronde bakstenen beltmolen, in 1903 gebouwd in opdracht van Michiel Kunnen. In 1921 kwam de molen in handen van Jaques Nijs, die de molen vernieuwde. Vanaf ca. 1960 raakte de molen buiten gebruik en begon langzaam tekenen van verval te vertonen. De gemeente kocht de Molen van Nijs in 1974 en liet hem het jaar erop restaureren. De molen wordt beheerd door de Molenstichting Weerterland.
De Molen van Nijs heeft twee koppel 17der stenen waarmee op vrijwillige basis graan wordt gemalen. Het gevlucht is oud-Hollands; de bovenas is van hout en is voorzien van een insteekkop. De molen wordt gebruikt als instructiemolen voor nieuwe molenaars en is meestal te bezoeken in de even weken op zaterdagochtenden.